# 长沙市育德小学
长沙市育德小学是中国湖南省长沙市开福区一所全日制完全小学，建于1960年代初，现在有教学班12个，学生约700余名，教职工40人。